# Antón Tovar
Antonio Domingo José Tovar Bobillo, conocido como Antón Tovar (A Pereira, Sabariz, Rairiz de Veiga, 23 de octubre de 1921 - Orense, 16 de junio de 2004), fue un poeta gallego que escribió en lengua gallega y castellana, enmarcado en la Promoción de Enlace. Su obra está marcada por un profundo pesimismo, un existencialismo íntimo y una búsqueda espiritual que refleja una visión crítica y sombría de la vida. Fue miembro correspondiente y honorario de la Real Academia Gallega.

## Trayectoria
Pasó parte de su infancia en Celanova y luego se trasladó con su familia a Orense, donde cursó el bachillerato y recibió clases de Ramón Otero Pedrayo, quien fue una gran influencia en su formación. En Orense, Tovar también entabló relación con el destacado intelectual gallego Vicente Risco, primo de su madre, y con otros autores gallegos, quienes le introdujeron en las obras de Ramón Cabanillas, Antonio Noriega Varela, Gonzalo López Abente y Rosalía de Castro.
En 1940, comenzó sus estudios de Filosofía y Letras en Santiago de Compostela, aunque abandonó la carrera al ingresar como novicio en la orden de los jesuitas en Salamanca. En 1942, aprobó la oposición para Contador del Estado y fue destinado primero a León y luego a Orense, donde trabajó en el Ministerio de Hacienda y mantuvo relaciones con figuras de la literatura gallega, como Florentino López Cuevillas, Xésús Ferro Couselo y Xaquín Lorenzo.
En los años cincuenta, Tovar inició su actividad literaria en castellano con el poemario Barro de nadie (1955). Después de varios poemarios en esta lengua, en 1962 publicó Arredores en gallego, al que siguieron otros libros. En su poesía, influida por autores como Rosalía, Antonio Machado, Charles Baudelaire, Blas de Otero y Pessoa, exploró temas existencialistas como la soledad, la angustia y la búsqueda de sentido.
En 1967 fue expulsado de su puesto en Hacienda debido a su militancia clandestina en el PCE y el PCG. Desde entonces, trabajó en la librería Tanco, donde tuvo acceso a libros prohibidos por la censura franquista, lo que alimentó su actividad intelectual. En 1968, se casó con Antonia Mirayo Pérez, "Tucha", quien lo acompañó hasta su fallecimiento en 2000.
Tovar fue galardonado con numerosos premios, entre ellos el Premio da Crítica Galicia en 1981 por Calados esconxuros, el Premio Antón Losada Diéguez en 1991 y el Celanova, Casa dos poetas en 2003. En 2002, fue seleccionado por la RAG para representar a los poetas gallegos en la candidatura al Premio Reina Sofía de Poesía Iberoamericana.
Fue miembro correspondiente de la Real Academia Gallega desde 1984 y fue nombrado miembro honorario en 1997.
Tras una larga enfermedad, falleció en Orense el 16 de junio de 2004. Sus cenizas fueron depositadas en el cementerio de San Francisco. En 2005, se celebró la primera edición del Premio de Poesía Antón Tovar en su honor. Un año después, la Consejería de Cultura publicó el disco Arabela da pluma, en el que el cantautor valdeorrés Anxo Rei musicalizó varios de sus poemas.

## Obra

### En gallego

#### Poesía

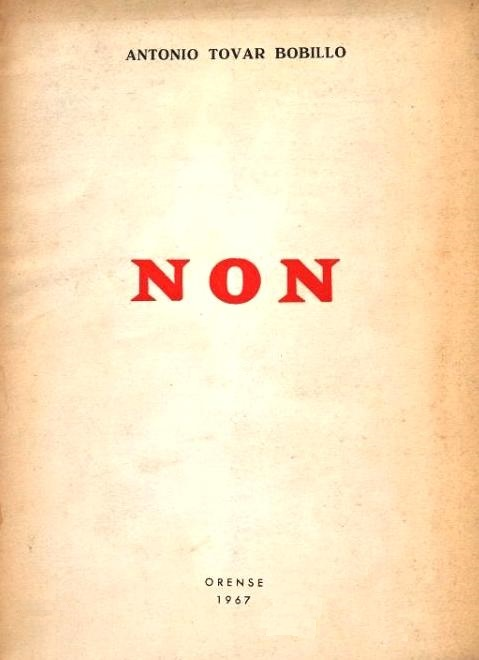
Non, 1967.

- Arredores (1962). Vigo: Colección Salnés, Galaxia. Posteriormente incluida en la Biblioteca Galega 120.
- Non (1967). Orense: edición del autor, Gráficas Tanco.
- Poesía galega completa (1974). Arealonga, Akal. Compilación de su obra poética en gallego hasta la fecha.
- Calados esconxuros (1980). Vigo: Xerais. Incluye ilustraciones de M. Prego. Premio da Crítica Galicia.
- Berros en voz baixa (1990). Santiago: Colección Leliadoura, Sotelo Blanco.
- A nada destemida (1991). Vigo: Colección Dombate, Galaxia.
- Cadáver adiado (2001). Sada: Ediciós do Castro.
- Poesía en galego I (1962-1975) (2005). PEN Clube de Galicia. Primera parte de su poesía completa en gallego.
- Poesía en galego II (1980-2001) (2005). PEN Clube de Galicia. Segunda parte de su poesía completa en gallego.
- Antoloxía poética de Antón Tovar (2023). Vigo: Xerais. Edición de Delfín Caseiro y prólogo de Xesús Alonso Montero. ISBN 978-84-1110-254-4. ePub: ISBN 978-84-1110-251-3.

#### Narrativa y ensayo
- Diario sin datas (1987). Sada: Ediciós do Castro. Diario reflexivo en el que explora su vida y visión del mundo.
- Diario íntimo dun vello revoltado (2001). Vigo: Galaxia. Diario autobiográfico que recoge sus pensamientos íntimos y filosóficos.
- Antonio Tovar: conversas cun vello revoltado, de X. M. del Caño (2005). Vigo: Galaxia. Conversaciones sobre su vida y obra.

#### Obra colectiva
- Os cen mellores poemas da lingua galega (1970, Lugo, Celta), selección de Xesús Alonso Montero.
- Poetas gallegos contemporáneos (1972, Barcelona: Seix Barral), de Basilio Losada. Edición bilingüe.
- Desde mil novecentos trinta e seis (1995, Sada: Ediciós do Castro).
- Poetas e narradores nas súas voces. I (2001, CCG). Incluye un libro y 2 CD con lecturas de autores gallegos.
- "Oración", en Carlos Casares: a semente aquecida da palabra (2003, CCG). p. 65.
- Poemas pola memoria (1936-2006) (2006, Junta de Galicia).

#### Libros de homenaje
- Antón Tovar na Limia (2007, Junta de Galicia). Libro homenaje que explora su influencia y legado en la comarca de A Limia.

### En castellano

#### Poesía
- El barro de nadie (1955). Publicado por primera vez en 1987.
- El tren y las cosas (1960, Ed. Comercial, Orense). Con ilustraciones de Virgilio. Obra premiada con el premio de poesía "Marina".
- El ladrido (1961, Trébolle, Orense).
- La Lanzada: versos hacia el mar (1964, La Editora Comercial, Orense). Incluye tres poemas en gallego.
- La barca (1974, Bilbao). Poemario terminado en 1961 y publicado más de una década después.
- Poesía en castellano (1955-1973) (1987, Diputación Provincial de Orense). Con ilustraciones de Xaime Quessada.
- Los versos de mi camilla: 4 formas (1997, Ediciós do Castro).